# Бруннера
Бруннера (Brunnera) — рід трав'янистих рослин родини Шорстколисті (Boraginaceae).

Назва на честь швейцарського ботаніка і мандрівника Самюеля Бруннера (1790—1844), який здійснив в 1831 році подорож до Криму.
Трав'янисті багаторічники з довгим товстим кореневищем.
Прикореневі листя великі, довгочерешкові, широкосерцевидні.
Квітки в пухкому суцвітті, яскраво-синьо-блакитні, 5-10 мм в діаметрі. Віночок типово брахіморфний, незабудковидний, з короткими тупими лопатями і з п'ятьма короткояйцеподібними оксамитовими відгинами. Чашечка на ¾ розсічена на лінійні загострені часточки. Тичинки і стовпчик маточки з віночка не виступають.
Плід — горішок.

## Види
- Brunnera macrophylla (Adans.) I.M.Johnst. — Бруннера великолиста
- Brunnera sibirica Steven — Бруннера сибірська
- Brunnera orientalis (Schenk.) I.M.Johnst. — Бруннера східна